# J. Hardin Peterson

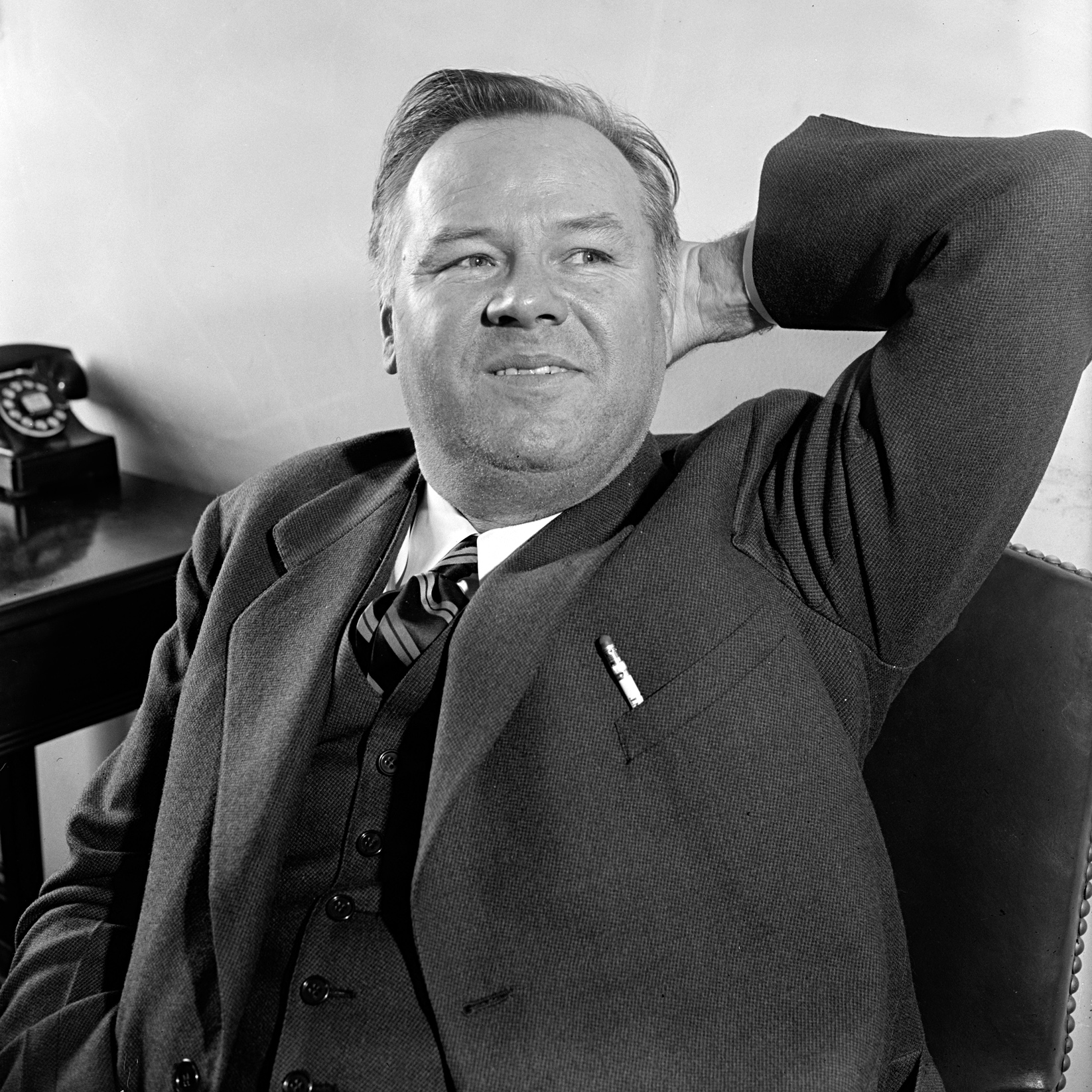
J. Hardin Peterson (1940)

James Hardin Peterson (* 11. Februar 1894 in Batesburg, Lexington County, South Carolina; † 28. März 1978 in Lakeland, Florida) war ein US-amerikanischer Politiker. Zwischen 1933 und 1951 vertrat er den Bundesstaat Florida im US-Repräsentantenhaus.

## Werdegang
Im Jahr 1903 kam J. Hardin Peterson nach Lakeland in Florida, wo er die öffentlichen Schulen besuchte. Nach einem anschließenden Jurastudium an der University of Florida und seiner im Jahr 1914 erfolgten Zulassung als Rechtsanwalt begann er ab 1915 in Lakeland in seinem neuen Beruf zu praktizieren. 1914 arbeitete er als juristischer Assistent für das General Land Office. In den folgenden Jahren war er mehrfach juristischer Vertreter von Lakeland sowie einiger anderer Städte in Florida. Während des Ersten Weltkrieges diente er zwischen 1917 und 1919 in der US Navy. Zwischen 1921 und 1932 war Peterson Staatsanwalt im Polk County. In den Jahren 1930 bis 1932 war er auch Berater des Landwirtschaftsministeriums dieses Staates.
Peterson war Mitglied der Demokratischen Partei. Bei den Kongresswahlen des Jahres 1932 wurde er im ersten Wahlbezirk von Florida in das US-Repräsentantenhaus in Washington, D.C. gewählt, wo er am 4. März 1933 die Nachfolge von Herbert J. Drane antrat. Nach acht Wiederwahlen konnte er bis zum 3. Januar 1951 neun Legislaturperioden im Kongress absolvieren. Dort wurden in den 1930er-Jahren die meisten der New-Deal-Gesetze der Bundesregierung unter Präsident Franklin D. Roosevelt verabschiedet. Seit 1941 war auch die Arbeit des Kongresses von den Ereignissen des Zweiten Weltkrieges geprägt. In den letzten Jahren seiner Zugehörigkeit zum US-Repräsentantenhaus begann der Kalte Krieg. 1933 wurde mit dem 21. Verfassungszusatz das Prohibitionsgesetz aus dem Jahr 1919 wieder aufgehoben, das sich als undurchführbar erwiesen hatte.
1950 verzichtete Peterson auf eine weitere Kongresskandidatur. In den folgenden Jahren arbeitete er wieder als Anwalt in Lakeland. Außerdem wurde er Berater der territorialen Regierung von Guam und leitete eine Kommission, die die amerikanischen Gesetze mit denen in Guam in Einklang bringen sollte. Darüber hinaus war Peterson Vorstandsmitglied der First State Bank of Lakeland. Er starb am 28. März 1978 in Lakeland.